# Jacques Marinelli
Jacques Marinelli (* 15. Dezember 1925 in Le Blanc-Mesnil; † 3. Juli 2025) war ein französischer Radrennfahrer und Kommunalpolitiker.

## Sportliche Laufbahn
Marinelli war im Straßenradsport aktiv. Mit dem Radsport begann er 1943. Von 1948 bis 1954 war er Berufsfahrer. 1949 wurde er beim Sieg von Fausto Coppi Dritter in der Tour de France.
1950 gewann er zwei Etappen im Critérium du Dauphiné. 1950 und 1954 gewann er Paris–Montceau-les-Mines. 
Zweiter wurde er 1951 bei Paris–Bourges hinter Jean-Marie Goasmat und 1973 im Grand Prix Frejus.
Die Tour de France fuhr er sechsmal. Neben dem 3. Platz 1949 wurde er 1951 71. und 1952 31. In den Jahren 1948, 1950, 1951 und 1954 erreichte er das Ziel nicht. Im Giro d’Italia 1951 wurde er 71. 1949 schrieb er als erster Radprofi eine tägliche Kolumne für die Zeitung L’Équipe.

## Berufliches
Nach seiner Karriere betrieb er mehrere Fahrradgeschäfte. Von 1989 bis 2002 war Marinelli Bürgermeister von Melun und Präsident des Gemeindeverbands Melun Val de Seine.
Marinelli starb am 3. Juli 2025 im Alter von 99 Jahren.